# Зимові Дефлімпійські ігри 1967
VI Зимові Дефлімпійські ігри пройшли в м. Берхтесгаден, Німеччина з 20 по 25 лютого 1967 року. У змаганнях взяло участь 77 спортсменів із 12 країн.

## Дисципліни
Змагання пройшли з 2 дисциплін.
| - Гірськолижний спорт - Лижні гонки |

## Країни-учасники
В VI Зимових дефлімпійських іграх взяли участь спортсмени з 12 країн :
| - Австрія - Німеччина - Італія - Канада - Норвегія - США |  | - Фінляндія - Франція - Швейцарія - Швеція - Югославія - Японія |

## Нагороди
Країна господар (Німеччина)
| Місце    | Країна    | Золото | Срібло | Бронза | Загалом |
| -------- | --------- | ------ | ------ | ------ | ------- |
| 1        | Норвегія  | 3      | 2      | 3      | 8       |
| 2        | Італія    | 2      | 0      | 0      | 2       |
| 2        | США       | 2      | 0      | 0      | 2       |
| 4        | Швейцарія | 1      | 3      | 2      | 6       |
| 5        | Фінляндія | 1      | 1      | 2      | 4       |
| 6        | Австрія   | 1      | 0      | 1      | 2       |
| 7        | Німеччина | 0      | 3      | 2      | 5       |
| 8        | Швеція    | 0      | 1      | 0      | 1       |
| 9        | Японія    | 0      | 0      | 0      | 0       |
| 9        | Франція   | 0      | 0      | 0      | 0       |
| 9        | Канада    | 0      | 0      | 0      | 0       |
| 9        | Югославія | 0      | 0      | 0      | 0       |
| Загалом: | Загалом:  | 10     | 10     | 10     | 30      |